# Hospital Nicolás Peña
El Hospital Nicolás Peña, también conocido popularmente como Hospital Municipal, es un centro hospitalario público situado en el centro de Vigo, pertenece al Complejo Hospitalario Universitario de Vigo.

## Historia
Vigo inauguró su primer hospital municipal en el año 1895, que primeramente se llamó Hospital Elduayen. En 1918, ante el incremento de la población del municipio, se decidió construir un nuevo hospital en la situación actual.
Comenzó a funcionar en 1922. Los edificios, según los planos de Manuel Gómez Román y Jacobo Esténs, tenían la configuración típica de este tipo de centros en esta época: un jardín o parque donde se construyeron tres pabellones para la atención de los enfermos.
Hasta la década de 1990, atendía a los llamados enfermos "de beneficencia", aquellos que carecían de la protección de la Seguridad Social.
En 1994 se integró en el Servicio Gallego de Salud, pasó a ser un hospital para el tratamiento de pacientes crónicos. Se construye un nuevo edificio de hospitalización y se reforman todos los pabellones.
También se le cambió el nombre y se le puso el de Nicolás Peña, un médico vigués que fuera director del hospital.

## Servicios
La apertura del nuevo Hospital Álvaro Cunqueiro, en el año 2015, fue causa también de una reestructuración de los servicios sanitarios que se venían prestando en otros hospitales públicos del área, con cierres y reasignación de competencias. En lo que respecta a este hospital el principal cambio vino por el cierre de los servicios psiquiátricos del Hospital del Rebullón y su traslado al Nicolás Peña, que se hizo efectivo los días 19 y 20 de enero de 2016.
El hospital acoge:
- Pabellón 1: Administración y Dirección. Y los servicios de Contabilidad, Facturación y C. Administrativa del CHUVI
- Pabellón 2: Centro de Salud de Atención Primaria. Y la base medicalizada del 061.
- Pabellón 3: Unidades de Salud Mental de adultos e Infanto-Juvenil.
- Pabellón 4: Base del Centro de Transfusiones de Galicia y el Hospital de día de Psiquiatría.
- Nuevo edificio de hospitalización: servicios generales del hospital, centrales, admisión y hospitalización de psiquiatría, tanto de larga como de media estancia. También el servicio de subministración de todo el CHUVI y capilla.
- Pabellón 7: Antigua capilla, la actual está en el nuevo edificio de hospitalización.
- Pabellón 8 (antigua lavandería): Servicio de Mantenimiento y otros.